# 安达·盖扎
安达·盖扎，或按匈牙利语音译翁道·盖佐（匈牙利語發音：[ˈɒndɒ ˌge̝ːzɒ]；1921年11月19日—1976年6月14日）是一名出生于匈牙利布達佩斯的瑞士籍钢琴大师。他以演奏古典音乐和浪漫派音乐，尤其是路德维希·范·贝多芬、罗伯特·舒曼、约翰内斯·勃拉姆斯、巴托克·贝拉，特别是莫扎特的鋼琴協奏曲著名。在他生涯顶峰时期他被看作是一名杰出的艺术家，拥有完美、自然无瑕的技术，使得他的音乐会具有独特的质量。但是他1976年逝世后他的声誉有所淡消。大多数他的唱片是德意志留声机公司录音的。

## 生平
安達在匈牙利的李斯特音乐学院師從鋼琴家多赫南伊·埃尔诺和柯达伊·佐尔坦。19歲即獲得李斯特獎。次年他演奏勃拉姆斯第二钢琴协奏曲获得国际声誉。同年他与柏林爱乐管弦乐团在威廉·富特文格勒的指挥下合作。威廉·富特文格勒把他称为是“钢琴遊吟詩人”。1943年他逃亡到瑞士。
1950年代中期安达·盖扎在萨尔茨堡莫扎特音乐大学教课，1960年他继艾德温·菲舍尔赴洛桑教书。
安达·盖扎尤其以演奏舒曼的钢琴曲著称。《新格罗夫音乐与音乐家辞典》称他为“可爱地演奏巴托克和舒曼”。他被看作是他那一代的主要巴托克演奏家，尽管他逝世后其他音乐家也作了显然非常出色的录音。虽然他早年很少演奏莫扎特，但是他逐渐成熟为一名有名的莫扎特演奏家，他是第一名录音了所有莫扎特钢琴协奏曲的演奏家。这些录音是从1961年至1969年制作的。1965年他获得藝術及文學勳章，1970年他成为皇家音乐学院荣誉学士。
1976年6月14日他在瑞士蘇黎士逝世，終年55歲。

## 作品節選

### 商業錄音
- (CD). 20世紀偉大鋼琴家（英语：Great Pianists of the 20th Century） 1. Philips Classics. 1999. 456 772-2.